# Tres Isletas
Tres Isletas è una città dell'Argentina, situata nella provincia del Chaco.